# 學士臺

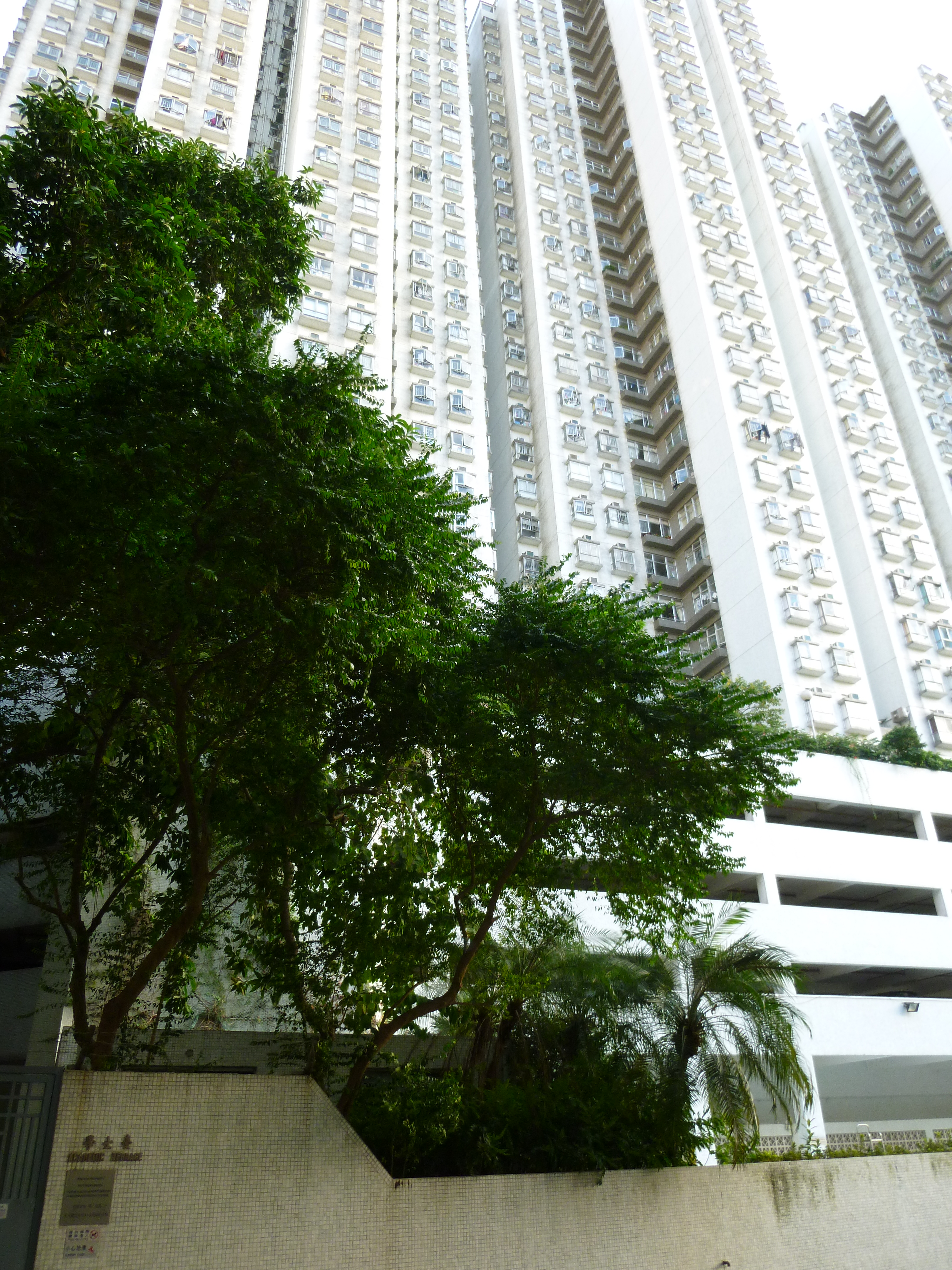
學士臺基座

學士臺（通稱學士台，原稱Hok Sz Terrace）位於香港堅尼地城，是西環七臺之一，原是一群古舊的唐樓，該處的唐樓已拆卸。現已重建成一個同名的高密度私人屋苑，北為桃李臺。
西環七臺中有六臺均以中國唐代詩人李白命名，其中太白臺的「太白」正是李白的字；青蓮臺取自李白的號青蓮居士；桃李臺的出處源於李白古文作品《春夜宴桃李園序》；羲皇臺的由來是李白曾在《戲贈鄭溧陽》的詩句中自稱羲皇人；學士臺指的是唐玄宗任李白為翰林學士；紫蘭臺的「紫蘭」曾在李白的《答杜秀才五松見贈》詩提及過：「浮雲蔽日去不返，總為秋風摧紫蘭」。李寶龍臺則以十分鍾愛李白的西環七臺住宅區地產商李寶龍命名。

## 屋苑概況
學士臺屋苑位於薄扶林道101號，在1989年落成，發展商新世界發展，環境清靜，共有3座，單位623個。屋苑位處山市街的較高位置，而周遭的建築不高，故大部份高層的單位能擁有海景。
屋苑門口分別設於下路桃李臺和上路蒲飛路，上路設有私家行車天橋供車輛及行人進出。由於當年未流行住客會所，屋苑只有一般設施，包括游泳池、遊樂場、公園及停車場。

## 鄰近
- 山市街
- 青蓮臺
- 蒲飛路
- 蒲飛路巴士總站